# Uelia sepidapex
Uelia sepidapex är en fjärilsart som beskrevs av Józef Razowski 1982. Uelia sepidapex ingår i släktet Uelia och familjen vecklare. Inga underarter finns listade i Catalogue of Life.